# Rumiko Takahashi
Rumiko Takahashi (高橋 留美子, Takahashi Rumiko) (Niigata, 10 oktober 1957) is een Japanse mangaka. Haar manga’s en hierop gebaseerde animes zijn behalve in Japan ook in Europa en de Verenigde Staten erg populair.
Takahashi behoort tot de rijkste mangaka's en wordt ook gezien als een van de meest invloedrijke mangaka’s van Japan. Van haar werken zijn meer dan 170 miljoen exemplaren verkocht. Enkele van haar bekendste werken zijn Urusei Yatsura, InuYasha Ranma ½, Rin-ne en Maison Ikkoku.

## Biografie
In haar jeugd toonde Rumiko Takahashi nog maar weinig interesse in manga, hoewel ze wel regelmatig droedels tekende in haar schoolschriften en papers aan de Niigata Chūō High School. Tijdens haar hogere school-periode ging ze studeren aan Gekiga Sonjuku, een mangaschool opgericht door Kazuo Koike. Onder zijn begeleiding begon Rumiko Takahashi in 1975 met de publicatie van haar eerste dojinshi’s zoals Bye-Bye Road en Star of Futile Dust. Koike spoorde zijn studenten geregeld aan om goed uitgedachte, interessante personages te bedenken. Zijn advies was van grote invloed op Rumiko Takahashi's werk.
Takahashi's professionele carrière begon in 1978. Haar eerste grote verhaal was Urusei Yatsura, een komisch sciencefictionverhaal. Datzelfde jaar publiceerde ze Time Warp Trouble, Shake Your Buddha, en de Golden Gods of Poverty in het tijdschrift Shōnen Sunday. Dit tijdschrift zou in de 20 jaar erop veel van haar werken publiceren. Ondanks een wat moeizame start Urusei Yatsura een groot succes.
In 1980 bedacht Rumiko Takahashi haar nichemarkt, en begon ze met regelmaat manga’s te publiceren. Rond dezelfde tijd begon ze met haar tweede grote serie, Maison Ikkoku. Dit was een romantische komedie, bedoeld voor een oudere doelgroep dan Urusei Yatsura. In 1987 rondde ze beide series af.
Tijdens de jaren 80 werd Takahashi ook bekend door haar korte verhalen, zoals The Laughing Target, Maris the Chojo, en Fire Tripper. Deze werden stuk voor stuk omgezet tot OVA's. In 1984, tijdens het schrijven van Urusei Yatsura en Maison Ikkoku, besloot Takahashi een andere richting in te slaan met het duistere, macabere verhaal Mermaid Saga.
In 1987 begon Takahashi met haar derde grote serie, Ranma ½. Deze serie was een soort parodie op de shōnen martial arts-manga’s, die populair waren in de late jaren 80 en vroege jaren 90. De serie liep bijna 10 jaar.
Na Ranma ½ bleef Takahashi doorgaan met de publicatie van korte verhalen. Ook begon ze met haar vierde serie, InuYasha. Deze serie had in tegenstelling tot veel van haar eerdere werken een horror/fantasythema, maar nog wel met een vrolijke noot. Deze serie was de langste van al haar series, en eindigde in 2008.
Takahashi’s meest recente mangaserie is Rin-Ne, die ze op 22 april 2009 begon en na 40 delen in 2017 eindigde.
Het werk van Takahashi werd bekroond met de Grote Prijs van het Internationaal Stripfestival van Angoulême in 2019.

## Bewerkingen
Veel van Takahashi’s werken zijn omgezet tot animeseries. De eerste was Urusei Yatsura in 1981, geproduceerd door Kitty Animation. Deze serie telde 195 afleveringen, en werd nadien nog voortgezet met OVA’s en films. In 1986 volgde Maison Ikkoku, welke werd omgezet tot een 96-delige serie. Er werd tevens een live-action film van gemaakt. In 1989 verscheen een 161 afleveringen tellende serie over Ranma ½. Dit was de laatste serie van Kitty Animation.
Sunrise was de eerste studio na Kitty Animation die een serie van Rumiko Takahashi bewerkte voor televisie, namelijk InuYasha. Deze serie debuteerde in 2000, en telde 167 afleveringen. Tevens kwamen er vier grote films van uit. De serie eindigde voordat de manga eindigde. Inmiddels is bekend dat een tweede InuYasha-serie in de maak is: "InuYasha the Final Chapter".